# Glenea parexculta
Glenea parexculta là một loài bọ cánh cứng trong họ Cerambycidae.